# 杨铿 (官员)
杨铿（1961年1月—），汉族，山东济南人，中华人民共和国政治人物、第十一届全国政协委员、第十三届全国人民代表大会四川地区代表。
担任全国工商联常委、四川省商会副会长、四川省光彩事业促进会副会长，蓝光发展集团创始人。2008年，当选第十一届全国政协委员，代表中华全国工商业联合会，分入第二十一组。2018年2月24日，当选为第十三届全国人大代表。